# Molleric pebrer
|  | Aquest article tracta sobre l'espècie Chalciporus piperatus, la representativa dels bolets coneguts com a Mollerics pebrers. Per a d'altres espècies que reben aquests nom comú vegeu Molleric pebrer (desambiguació). |

El molleric pebrer (Chalciporus piperatus), també anomenat pebrada, pebreta és un molleric sovint solitari o espars que acostuma a créixer propenc, i en pocs dies de diferència, amb la cogomella mosquera, mosquerola o reig bord (Amanita muscaria).

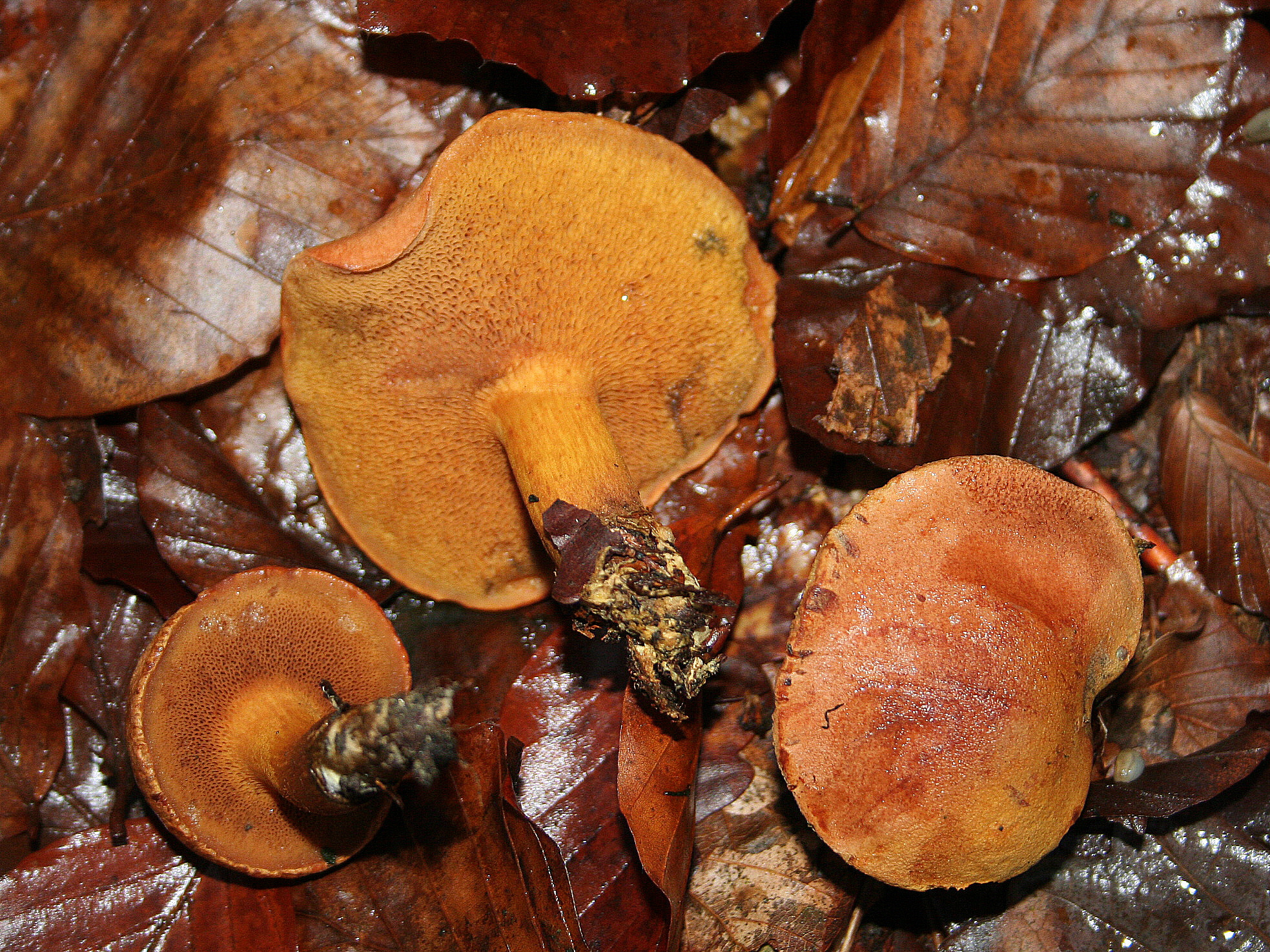
Molleric pebrer (Chalciporus piperatus)

## Morfologia
Bolet de solitari a gregari; de fins a 8-10 cm de diàmetre. Barret viscós en temps humit; de superfície bru vermellosa a bru groguenca. Cutícula completament separable, excedent. Tubs curts; de bru a bru rovell; immutables al frec. Porus angulosos; de color bru a bru rovell; immutables al frec. Cama aprimada; del color del barret, groga al peu; peu cobert per miceli groc crom. Carn ferma en el jove, blana en l’adult; cremosa, groga a la cama, vermellosa sota la cutícula i sobre els tubs; de gust de pebre, més evident a la cama.

## Hàbitat
El podem trobar des de principis d’estiu a finals de tardor; en tota mena de terrenys; des de l’estatge subalpí a la muntanya mitjana; en boscos de coníferes però també vora planifolis, des dels boscos de pi negre i avetoses, sovint vora bedoll, fins als boscos de faig, roures, castanyers, avellaners o pollancres; també entre bruguerola o nabius.

## Comestibilitat
No comestible, la coïssor de la carn el fa no adequat pel consum; la coïssor desapareix en assecar el bolet.

## Comentaris
Amb porus de color rosa podem trobar Chalciporus amarellus i Chalciporus pierruguesii; en el primer cas, la carn és amarga, en el segon dolça.